# Сан-Жуліан-де-Паласіуш
Сан-Жуліан-де-Паласіуш (порт. São Julião de Palácios; МФА: [ˈsɐ̃w ʒu.ɫi.ˈɐ̃w dɨ pɐ.ˈɫa.si.uʃ]) — парафія в Португалії, у муніципалітеті Браганса. Розташована в північно-східній частині країни, на теренах історичної португальської провінції Трансмонтана. Входить до складу округу Браганса. За адміністративним поділом, чинним до 1976 року, терени парафії були складовою провінції Трансмонтана і Верхнє Дору. Належить до Брагансько-Мірандської діоцезії Католицької церкви. Патрон — святий Варфоломій. Площа — 38,6546 км². Населення — 232 ос. (2011). Слабо урбанізований регіон. Густота населення — 6 осіб/км²
. Код — 040243.

## Населення
| Кількість мешканців | Кількість мешканців | Кількість мешканців | Кількість мешканців | Кількість мешканців | Кількість мешканців | Кількість мешканців | Кількість мешканців | Кількість мешканців | Кількість мешканців | Кількість мешканців | Кількість мешканців | Кількість мешканців | Кількість мешканців | Кількість мешканців |
| ------------------- | ------------------- | ------------------- | ------------------- | ------------------- | ------------------- | ------------------- | ------------------- | ------------------- | ------------------- | ------------------- | ------------------- | ------------------- | ------------------- | ------------------- |
| 1864                | 1878                | 1890                | 1900                | 1911                | 1920                | 1930                | 1940                | 1950                | 1960                | 1970                | 1981                | 1991                | 2001                | 2011                |
| 616                 | 623                 | 667                 | 700                 | 655                 | 598                 | 555                 | 641                 | 683                 | 643                 | 537                 | 570                 | 345                 | 283                 | 232                 |